# Sarobaratra Ifanja
Sarobaratra Ifanja est une commune urbaine située dans la Province de Tananarive, au centre du Madagascar.